# Praščijak
Praščijak (szerbül: Прашчијак) falu Bosznia-Hercegovinában, Bihács községben, a Bosznia-hercegovinai Föderáció Una-Szanai kantonjában. 

## Fekvése
Bihács központjától légvonalban és közúton 10 km-re délkeletre, az Una keleti partja közelében, a Bihácsi-mező délkeleti részén, az Una-szurdok kijáratánál fekszik. Duško Vranješ 19. századi útleírása szerint Praščijak egy kis falu, amely a hrgari kenézséghez tartozik, Ripačtól körülbelül 20 percre, Bihácstól pedig két órányira. Ha véletlenül a Bihacko-Petrovac úton az úgynevezett Ripač-szurdok mentén a felső oldalon haladunk, akkor balra egy keskeny völgyben láthatjuk, amelyen azonos nevű patak folyik át. Praščijak közepén látható egy régi sáros út, amiről azt mondják,hogy a főút volt, mely Szarajevóból Bihácsba és az ország többi részébe haladt, ahol Szarajevóból árut szállítottak az ország többi részébe. Ha véletlenül Ripačból Gorjevac és Dubovsko irányába érkezel és a Prascijakon átvezető úton jobbra nézel, egy sziklás dombon egy meglehetősen nagy barlangot veszel észre. Többek között azt mondják, hogy állítólag élt benne egy Stevan nevű zsellér, aki hosszú évekig Jankovic Stojannal lakott benne, és Vuk néven a törökökkel is harcolt. Többször előfordult, hogy ezek a banditák árukat és pénzt raboltak el utazóktól, kereskedőktől, néha pedig ezek az utazók ellenálltak, majd ádáz, véres csata tört ki. Lövések hallatszottak a környéken, ezért is maradt rajta a Praščiak név. Mások azt mondják, hogy a disznókról (praščiak = malacka) kapta a nevét, amiből akkoriban nagyon sok volt. De amikor a tölgyes erdőt kivágták és kiirtották, a banditák menhely nélkül maradtak és elmentek a barlangból, hely elhagyatott és üres maradt.

## Népessége
| Nemzetiségi csoport | Népesség 1991 | Népesség 2013 |
| ------------------- | ------------- | ------------- |
| Szerb               | 98            | 2             |
| Bosnyák             | 0             | 13            |
| Horvát              | 0             | 0             |
| Jugoszláv           | 3             | 0             |
| Egyéb               | 0             | 0             |
| Összesen            | 101           | 15            |